# USS Lamprey (SS-372)
Za druga plovila z istim imenom glejte USS Lamprey.
USS Lamprey (SS-372) je bila jurišna podmornica razreda balao v sestavi Vojne mornarice Združenih držav Amerike.
Podmornico so 21. julija 1960 posodili Argentini, kjer so jo preimenovali v ARA Santa Fe (S-11); vrnili so jo 1. septembra 1971.